# Skald (noordse hofdichter)

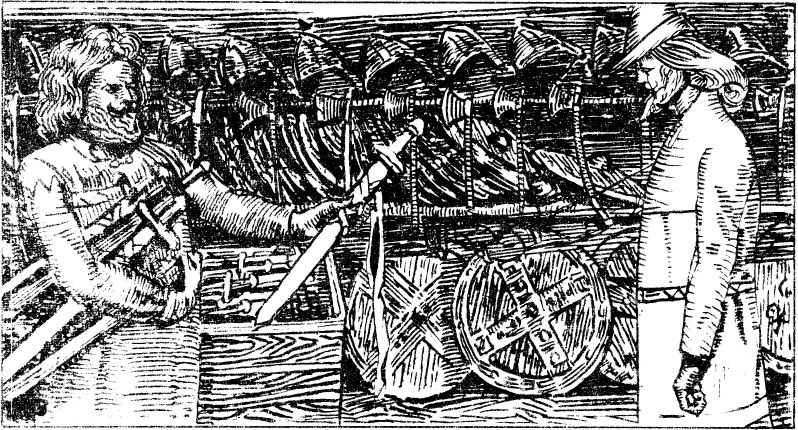
19e-eeuwse voorstelling van een skald: Koning Olaf geeft het zwaard aan de skald, 1899

Een skald was een hofdichter in de Vikingtijd. Hij was een ziener die de verbindingskanalen tussen de mensheid en de goden kon openhouden. Poëtische inspiratie, de goddelijke verlichting in de ziel, wordt verpersoonlijkt door de dichtersgod Bragi.
Skalden schreven gedichten over de noordse mythologie in allitererende versvorm. Ze worden ook als geschiedschrijvers gezien, omdat veel van deze mythologie en het leven van de Vikingen dankzij hun geschriften bewaard is gebleven.

## Bekende skalden
De oudst bij naam bekende skald is Bragi Boddason, van wie bijdragen opgenomen zijn in de Poëtische Edda.
Thiodolf was de skald van Vikingkoning Harald III van Noorwegen Hardråde. Hij bezong de wapenfeiten van zijn koning. Toen de Vikingkoning in 1066 bij de Stamfordbrug sneuvelde, nam hij het hoofd van de koning op zijn schoot en zong, tijdens de strijd, treurliederen. Uiteindelijk stierf hij op het slagveld, vermoord door Vikingkrijgers die het zat waren dat hij weigerde een wapen op te nemen en te vechten, en in de plaats daarvan op hun zenuwen werkte met kattenvals en klagerig gejengel terwijl zij voor hun - en zijn - leven vochten.
De bekendste skald is de IJslandse Snorri Sturluson, de samensteller en schrijver van de Proza-Edda.